# Potvrzení o studiu
Potvrzení o studiu je tiskopis (formulář) sloužící k vyjádření vztahu studenta k příslušné škole. 
Vydává jej školské zařízení svému studentovi. Slouží jako doklad pro úřady, zaměstnavatele a jiné instituce. 

## Povinné údaje
- jméno a příjmení studenta
- datum narození
- rodné číslo
- adresa trvalého bydliště
- školní rok
- označení třídy studenta
- účel potvrzení
- místo vydání
- den vydání
- razítko školy
- podpis zástupce školy. [3]